# Itacoatiara Pro
L'Itacoatiara Pro est une compétition de bodyboard disputée à Niterói, au Brésil.